# Mukura Victory Sports FC
El Mukura Victory Sports FC es un equipo de fútbol de Ruanda que juega en la Primera División de Ruanda, la liga de fútbol más importante del país.
Actualmente, en la temporada 2019/2020 alcanzó la victoria en la Agaciro Supercup de Ruanda, tras derrotar a Rayón Sports en la Final 1-2, y a APR en las semifinales en la tanda de Penalties tras un 2-2 inicial. 

## Historia
Fue fundado en mayo de 1963 en la ciudad de Butare y nunca ha sido campeón de Primera División, en la que han sido subcampeones en 3 ocasiones; y contabilizan 5 títulos de copa y la Supercopa ganada por el español Tony Hernández al más puro estilo Cholismo.
A nivel internacional han participado en 8 torneos continentales, donde su mejor participación ha sido en la Copa Confederación de la CAF 2018-19 en la que fue eliminado en la ronda de playoff por el Al-Hilal Omdurmán de Sudán.

## Palmarés
- Copa de Ruanda: 5

1978, 1986, 1990, 1992, 2017/18
Agaciro cup : 1
2019

## Participación en competiciones de la CAF
| Temporada | Torneo                       | Ronda      | Club                | Casa | Visita | Global      |
| --------- | ---------------------------- | ---------- | ------------------- | ---- | ------ | ----------- |
| 1982      | Recopa Africana              | 1          | Pan African FC      | 0-4  | 0-4    | 0-8         |
| 1987      | Recopa Africana              | 1          | Al-Tersana          | 1-1  | 0-5    | 1-6         |
| 1988      | Recopa Africana              | Preliminar | Lobamba Highlanders | 5-1  | 0-3    | 5-4         |
| 1988      | Recopa Africana              | 1          | Gor Mahia FC        | 0-1  | 0-1    | 0-2         |
| 1993      | Recopa Africana              | Preliminar | Pamba SC            | 1-2  | 1-0    | 2-2 (a)     |
| 1994      | Copa CAF                     | 1          | AS Bantous          | 0-0  | 1-2    | 1-2         |
| 2000      | Copa CAF                     | 1          | Awassa Kenema       | 1-0  | 0-2    | 1-2         |
| 2001      | Recopa Africana              | 1          | Atlético Olympic FC | 1-0  | 0-3    | 1-3         |
| 2018/19   | Copa Confederación de la CAF | Preliminar | Free State Stars FC | 1-0  | 0-0    | 1-0         |
| 2018/19   | Copa Confederación de la CAF | 1          | Al-Hilal Al-Ubayyid | 0-0  | 0-0    | 0-0 (5-4 p) |
| 2018/19   | Copa Confederación de la CAF | Playoff    | Al-Hilal Omdurmán   | 1-0  | 0-3    | 1-3         |

## Jugadores

### Jugadores destacados
- Olivier Bahati
- Meme Tchité

## Cuerpo técnico 2021-2022
| Nombre                  | Cargo             |
| ----------------------- | ----------------- |
| Tony Hernández          | Entrenador        |
| Guille Pereira          | Asistente técnico |
| Rwabuneza Richard       | Doctor            |
| Nshimyumuremyi Baptiste | Psicólogo         |